# アルサメス (将軍)
アルサメス（希：Ἀρσάμης、ラテン文字転記：Arsames、? - 紀元前333年）は、アケメネス朝ペルシアのキリキア太守である。
紀元前334年にマケドニア王アレクサンドロス3世が小アジアに侵攻してきた時、アルサメスは他の将軍ならびに小アジアの太守たちと共にグラニコス川でそれを迎え撃つも、敗れた。多くの将官が倒れる中逃げ延びたアルサメスはタルソスに拠ったが、アレクサンドロスの接近を受けてタルソスを放棄し、焦土作戦としてキリキアを荒らしてペルシア王ダレイオス3世の許へ撤退した。アルサメスは翌紀元前333年のイッソスの戦いに指揮官の一人として参加し、戦死した。

## 註
1. ↑  アッリアノス, I. 12
2. ↑  ディオドロス, XVII. 19
3. ↑  アッリアノス, II. 4
4. ↑  クルティウス, III. 4. 3
5. ↑  アッリアノス, II. 18